# Wernsdorf (Penig)
Wernsdorf ist ein Ortsteil der Stadt Penig im Landkreis Mittelsachsen (Freistaat Sachsen). Der Ort wurde am 1. Januar 1956 nach mehreren Eingemeindungen in Niedersteinbach umbenannt. Diese Gemeinde schloss sich am 1. Januar 1994 mit Langenleuba-Oberhain zur Gemeinde Langensteinbach zusammen, die im Jahr 2003 zur Stadt Penig kam.

## Geografie

### Geografische Lage
Wernsdorf liegt nordwestlich von Penig unweit der Landesgrenze zu Thüringen (Altenburger Land). Durch den Ort fließt der Erlsbach, der über den Leubabach in die Wiera entwässert.

### Nachbarorte
|                 | Langenleuba-Oberhain                        |               |
| Niedersteinbach | Kompassrose, die auf Nachbargemeinden zeigt | Dittmannsdorf |
|                 | Markersdorf                                 | Penig         |

## Geschichte
Zeitgleich mit den Nachbarorten Obersteinbach und Niedersteinbach entstand der Ort Wernsdorf um 1170 als zweiseitiges Reihendorf mit Waldhufenflur. Sein Ortsname wurde von seinem Gründer, einem Wernher, hergeleitet. Erstmals urkundlich erwähnt wurde Wernsdorf am 25. Juli 1324. Diese Urkunde belegt die Belehnung von Burggraf Albrecht IV. von Altenburg und seines Schwiegersohns Otto von Leisnig mit den Dörfern Göhren, Himmelhartha, Schlaisdorf und Gütern zu Wernsdorf durch den Markgrafen Friedrich II. von Meißen. Bisher waren die Orte an Heinrich von Königsfeld verlehnt. Der einzige im Jahr 1333 urkundlich erwähnte Bauernhof des Orts unterstand bis ins 19. Jahrhundert dem Pfarrgericht zu Rochsburg. Zur Zeit der Reformation wurde Wernsdorf im Jahr 1539 nach Niedersteinbach eingepfarrt.
Im Jahr 1551 gab es in Wernsdorf 19 Bauernhöfe und 25 „Inwohner“, die anteilmäßig zu den Ämtern Penig und Rochsburg gehörten. Beide Ämter kamen 1543 bzw. 1547/48 durch Tausch an das Haus Schönburg, sie standen jedoch als „Schönburgische Landesherrschaften“ unter der Oberhoheit des albertinischen Kurfürstentums Sachsen. 1835 wurde Wernsdorf mit den Ämtern Rochsburg und Penig in das Amt Rochlitz integriert. Ab 1856 gehörte der Ort zum Gerichtsamt Penig und ab 1875 zur Amtshauptmannschaft Rochlitz.
Der Zusammenschluss der bisher selbstständigen Gemeinden Niedersteinbach, Obersteinbach und Wernsdorf zur neuen Gemeinde Wernsdorf mit den Ortsteilen Niedersteinbach und Obersteinbach (900 Einwohner) erfolgte zum 1. Juli 1950. Mit der Neugliederung der Länder der DDR in 14 Bezirke und der zweiten Kreisreform wurde die Gemeinde Wernsdorf mit ihren Ortsteilen Ober- und Niedersteinbach am 25. Juli 1952 dem neu gebildeten Kreis Geithain im Bezirk Leipzig zugeordnet. Am 4. Dezember 1952 erfolgte die Umgliederung der Gemeinde Steinbach vom Kreis Altenburg in den Kreis Geithain. Diese Gemeinde war 1855 aus den thüringisch-altenburgischen Anteilen von Ober- und Niedersteinbach gebildet worden. Die Eingliederung nach Wernsdorf erfolgte im Januar 1953.
Da die Mehrzahl der Ortsteile von Wernsdorf die Endung „-steinbach“ trug, wurde der Name der nun 1099 Einwohner zählenden Gemeinde Wernsdorf am 1. Januar 1956 in „Niedersteinbach“ umgeändert. Am 1. Januar 1994 erfolgte der Zusammenschluss der Gemeinde Niedersteinbach mit seinen Ortsteilen und der Gemeinde Langenleuba-Oberhain zur Gemeinde Langensteinbach. Mit dieser kam Wernsdorf bei der Auflösung des Landkreises Geithain am 1. August 1994 nicht wie die meisten Orte zum Landkreis Leipziger Land im Regierungsbezirk Leipzig, sondern zum Landkreis Mittweida im Regierungsbezirk Chemnitz. Seit dem 1. Januar 2003 ist Wernsdorf ein Ortsteil der Stadt Penig.

## Verkehr

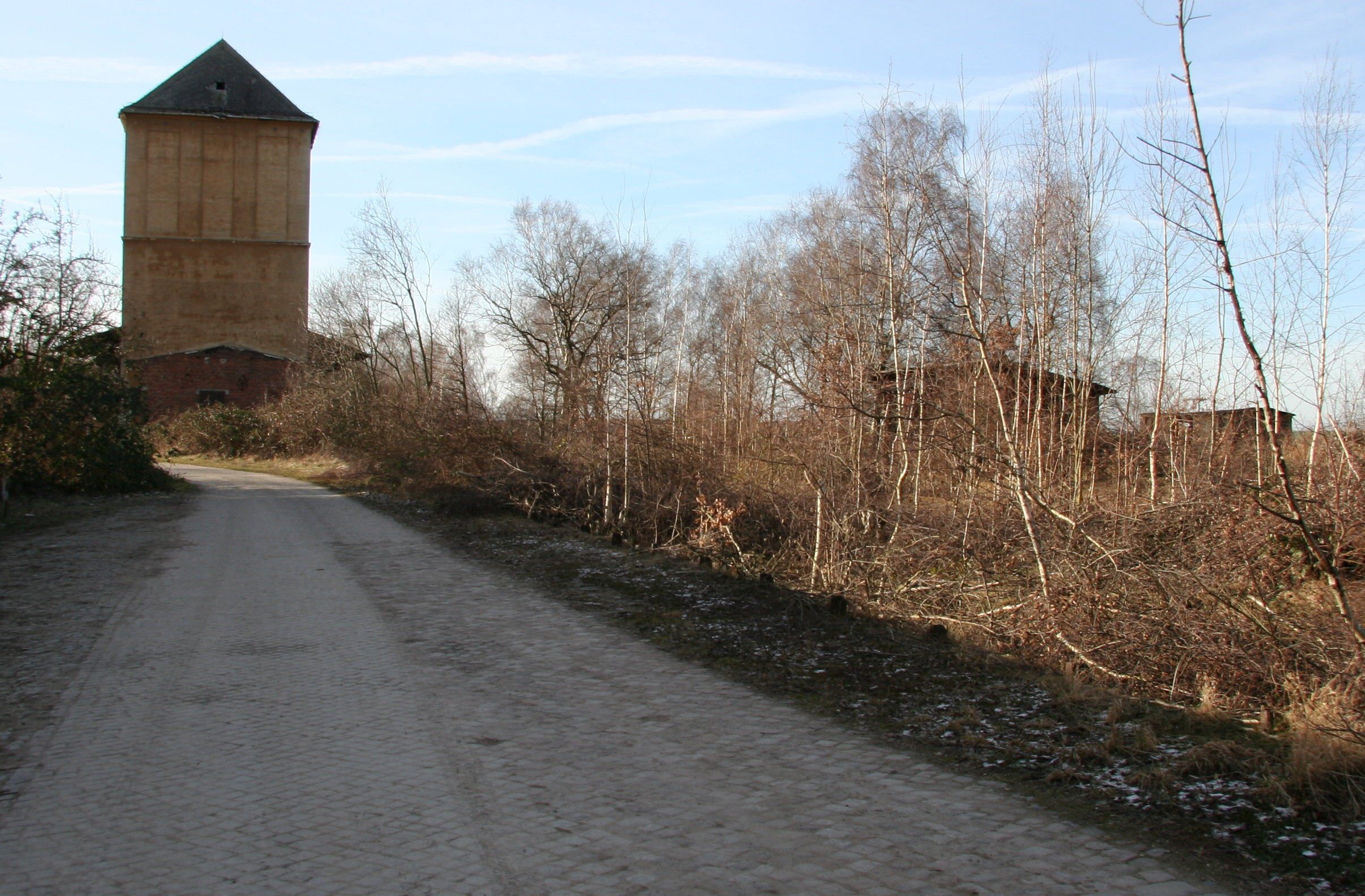
Bahnhof Wernsdorf

Östlich des Orts kreuzen sich die Bundesautobahn 72 und die Bundesstraße 175 in der Abfahrt „Penig“. Zwischen 1901 und 1995 besaß Wernsdorf einen eigenen Bahnhof an der Bahnstrecke Altenburg–Langenleuba-Oberhain. Das Bahnhofsgebäude war einsturzgefährdet und wurde im Juli 2009 abgerissen.